# お召し列車

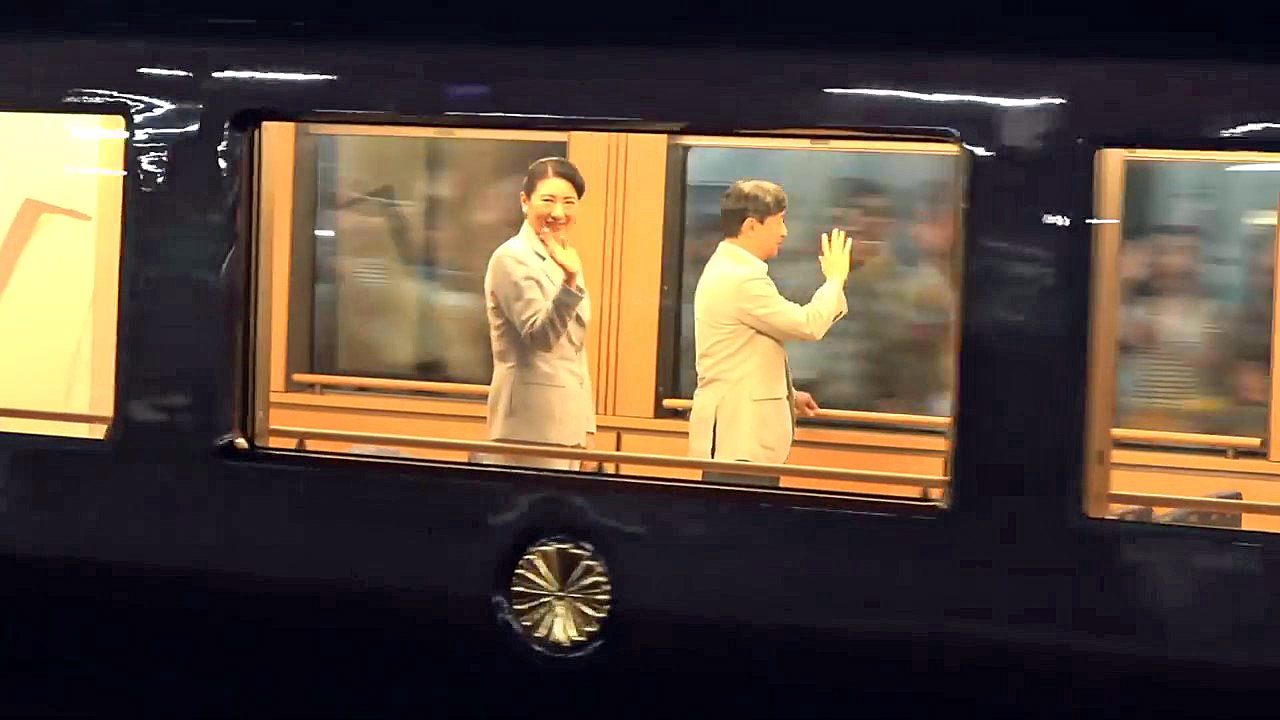
お召し列車に乗る天皇徳仁・皇后雅子（2019年撮影）

お召し列車または御召列車（おめしれっしゃ）とは、日本において天皇、皇后、上皇、上皇后、太皇太后、皇太后が使うために特別に運行される列車である。随員など以外の一般客は乗車できない。
なお、上記以外の皇族のために運行する列車は、御乗用列車（ごじょうようれっしゃ）と呼ばれる。

## 概要

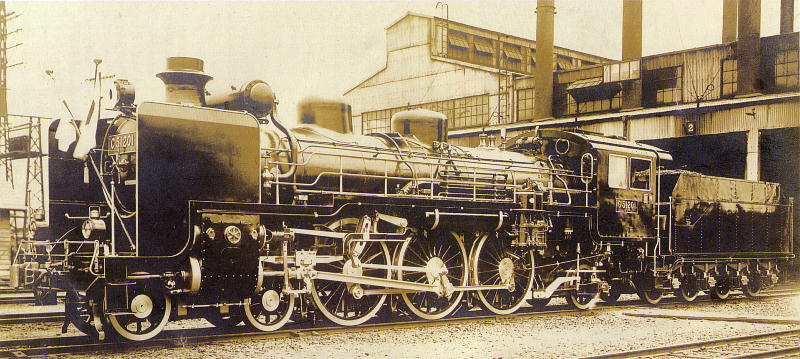
お召し列車仕様のC51 201（1940年撮影）

明治5年（1872年）10月14日の鉄道開業時に明治天皇が乗車して以来、第二次世界大戦を挟んで長きにわたり運行されている（「運行」「歴史」で後述）。
天皇、皇后が乗車する客車は「御料車」と呼ばれていた。大日本帝国時代の『皇室典範』では、即位の礼と大嘗祭は京都で行うと定められていたため、三種の神器の剣璽（草薙剣と八尺瓊勾玉）を置く「奉安室」が御料車に設けられていたほか、八咫鏡を移動させる「賢所乗御車」が連結され、実際に大正4年（1915年）と昭和3年（1928年）に運行された。国体、植樹祭等に出席する際に運航される公式お召と、須崎等の御用邸での静養に向かう際に運航される非公式お召に大別される。昭和には公式お召は客車列車、非公式お召は電車で運行される事が多かった、
お召し列車・御乗用列車のための専用の車両（皇室用客車）があるほか、普段は特急など一般の列車に使われている車両を天皇が乗るための臨時列車として、特別なヘッドマークを掲出するなどして運転する場合もある。後者の場合も皇族が使うために運行するため、お召し列車、御乗用列車にあたる。
しかし定期列車を使う場合、たとえば新幹線「のぞみxx号」の○号車を借り切る場合には、皇族のために運転する列車ではないため、お召し列車には含まれない。
天皇が主権者、現人神であった戦前においても、皇太子は一般の列車を使って地方を訪問し、一般客が一目見ようとホームや車内に殺到することがあった。

## 車両

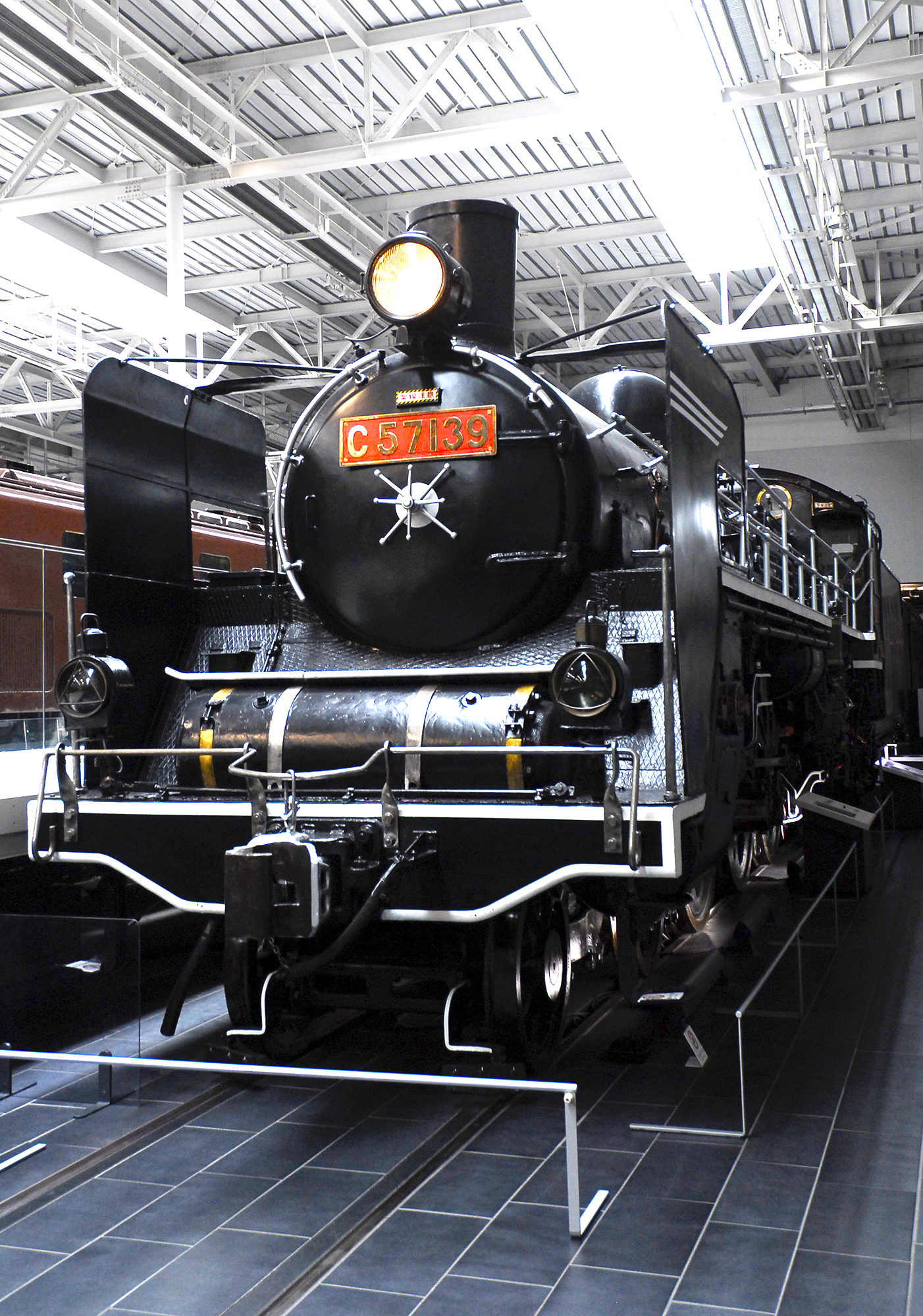
C57 139 準鉄道記念物。名古屋機関区所属機で、お召し列車を18回牽引した。お召し装備での復元（リニア・鉄道館 2013年）。

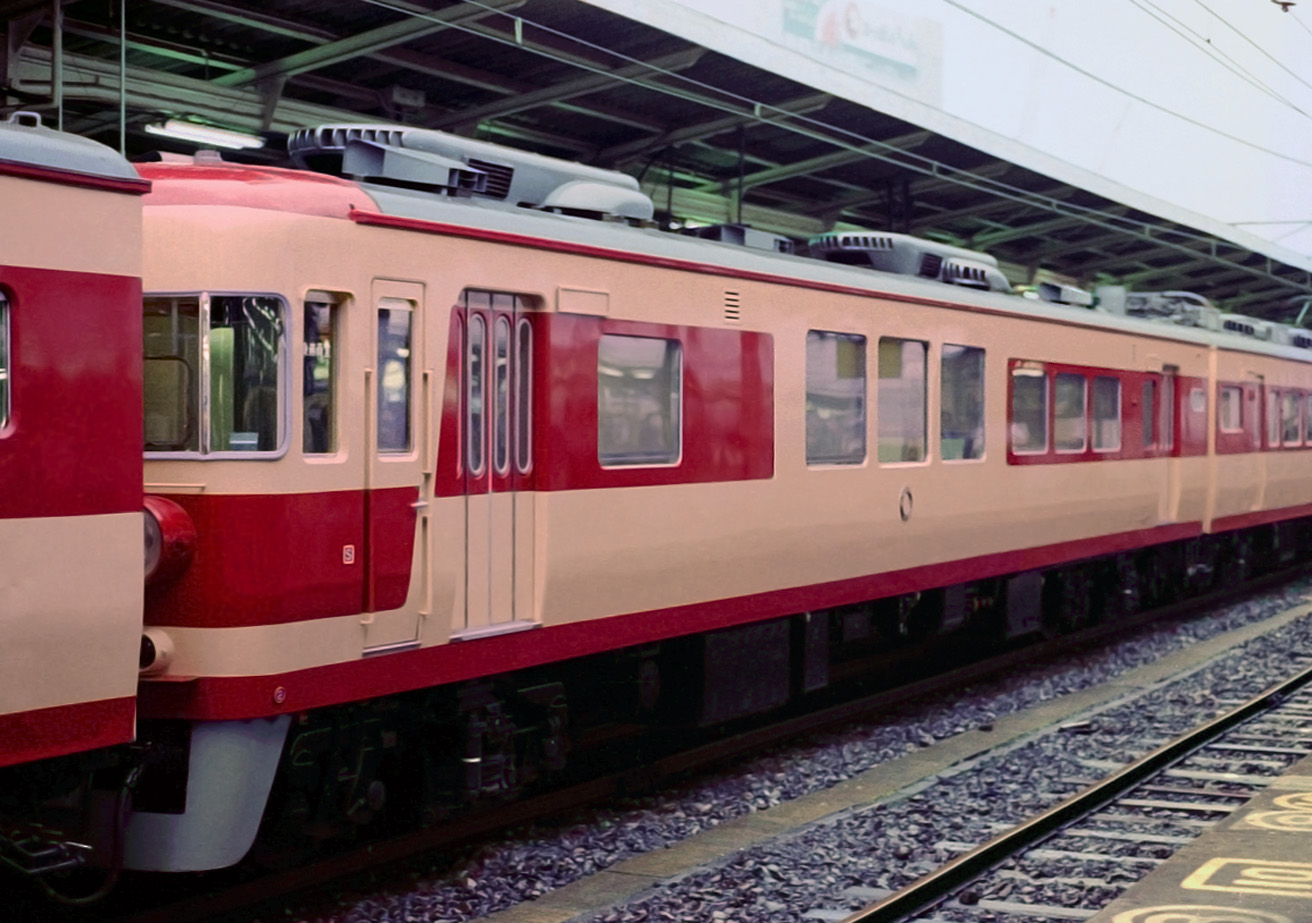
貴賓車クロ157-1（特急色）

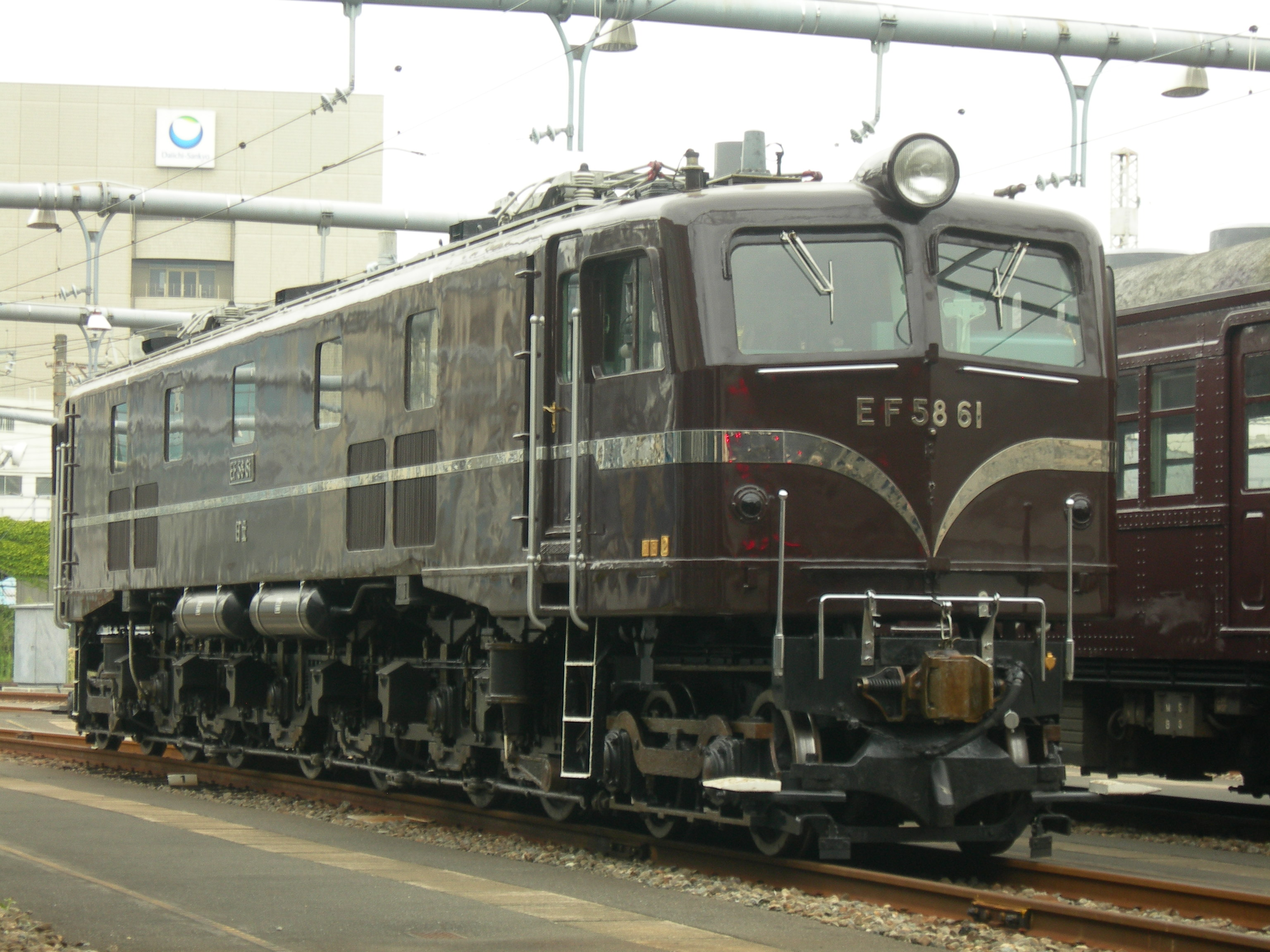
お召し列車牽引用として発注されたEF58 61

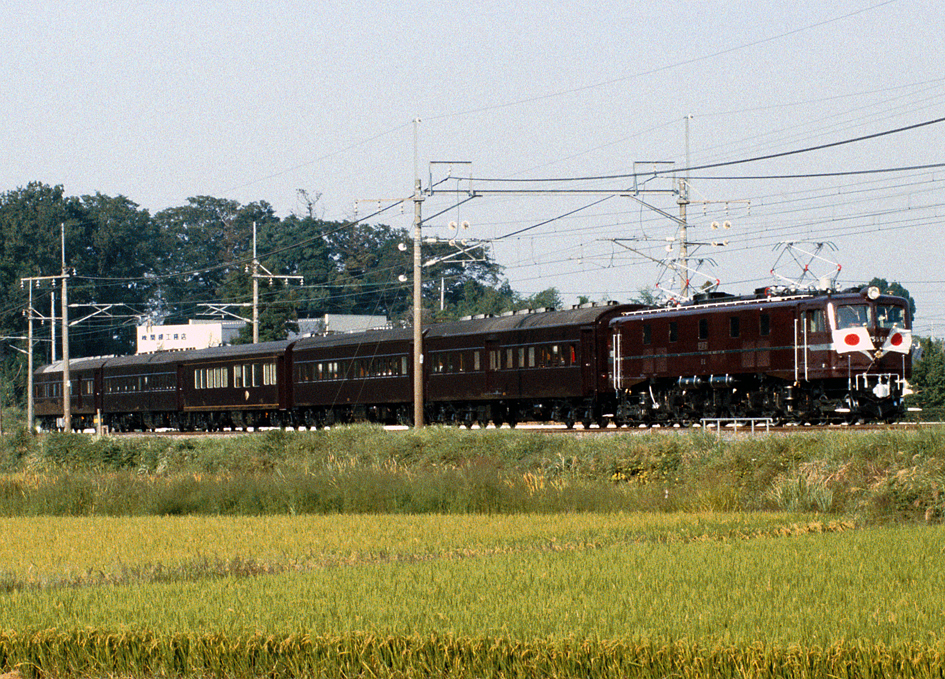
EF58 61牽引お召し列車（1984年）

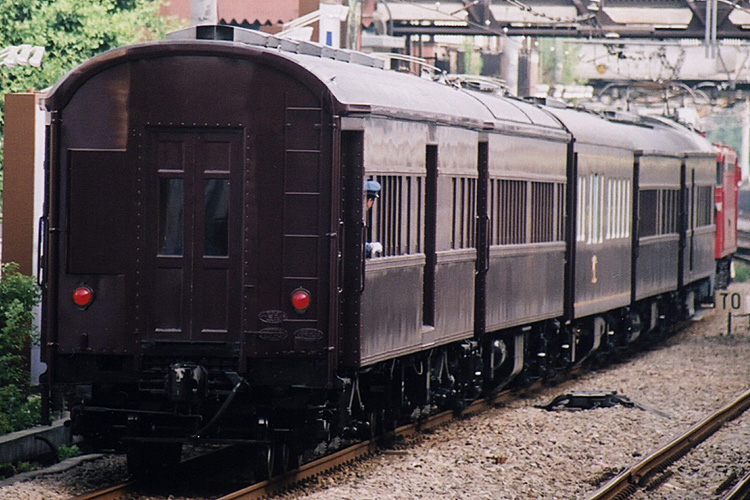
3代目1号御料車を組み込んだ「1号編成」

お召の乗車中の御料車の中央の窓の下部には菊花紋章が取り付けられる。公式お召の乗車中の牽引機関車（若しくは先頭車両）の前面には日の丸の旗が交差して取り付けられ、旗竿の交差部は皇室の家紋の桐紋か菊花紋章の飾りと房飾りで固定される。又、乗車時に旗は展開される。
お召し列車として運用された客車編成「1号編成」が2023年（令和5年）時点もJR東日本に在籍している。このうち実際に天皇・皇后が乗車する車両を御料車といい、随伴する供奉員が乗車する車両を供奉車という。
客車のお召し列車を牽引する機関車には、運転を担う機関区の中で特に状態の良い車両が選ばれ、専用装飾（手すりの銀色塗装化、飾り帯の追加等）が施されることが多く、一部の車両は装飾を残したまま一般運用に就くことも見られた。蒸気機関車の時代には除煙板に鳳凰の飾りが取り付けられる事が多かった。又、運転頻度の高い地区においてはお召し指定機関車があり、過去には以下の車両などが定められた。
- 28661（8620形）
- C51 236・239（品川機関区）
- C51 276・C59 108（梅小路機関区）
- C57 126（新鶴見機関区）
- ED53 1・2・EF53 16・17・18（17は予備・いずれも東京機関区）
- EF81 81（田端運転所）

また、EF58 60・61は、特にお召し列車牽引用としてメーカーに発注された指定機関車であり、従来、電気機関車が牽引の場合、トラブル発生に備えて必ず重連で運用されていたが、EF58形以降は単機での牽引となった。なお、60号機が東芝製、61号機が日立製作所で、車体側面にステンレスの飾り帯を廻すなどお召し用として特別な仕様で造られた。このうち、60号機は1983年（昭和58年）に廃車となり、61号機はJR東日本に継承後、2008年（平成20年）に運用から外れ、保留車のまま東京総合車両センターの御料車庫で保管されていたが、2022年10月からさいたま市の鉄道博物館に保存されている。
戦後の非公式のお召し列車としては、日本国有鉄道（国鉄）の貴賓車として造られたクロ157形が用いられ、前後に連結される牽引用ユニットとしては157系、183系、185系が歴任した。
平成に入り、「一号編成」とクロ157形の老朽化に伴い、新たに交直両用のE655系電車「なごみ（和）」 が2007年（平成19年）7月に落成した。基本は6両編成であるが、中間の特別車両 (E655-1) を外した5両編成で一般の団体乗客向けにも使用されている点で、従来のお召列車用車両と一線を画する。また電源供給用のディーゼル発電機を備えており、非電化区間ではディーゼル機関車による牽引が考えられている。お召し運用としては、2008年（平成20年）11月12日にデビューした。
新幹線では、0系や100系を除き特別な編成が備えられているわけではないが、グリーン車が防弾ガラスに換装された車両がいくつかあり、それが使われる。
国鉄時代は、在来線でお召し列車が運転される場合、当時レールの繋がっていなかった北海道や四国を含め「一号編成」を全国各地に回送して運転された。地方での運転などのため編成を長距離にわたり回送する場合は、回送中に傷や汚れが付着するのを防ぐため、御料車にのみ車体全体に覆いが掛けられた。国鉄分割民営化後は、「一号編成」が継承されたJR東日本を除き、他のJR各社は旅客営業に用いている車両を特別に整備して使うことになった。民営化後に「一号編成」がJR東日本以外の線区で使われたのは、1987年（昭和62年）5月24日にJR九州の唐津線で運転された時だけである（これは昭和天皇最後のお召し列車でもあった）。
西日本旅客鉄道（JR西日本）管内の直流電化区間でのお召し列車には281系「はるか」が、非電化区間でのお召し列車には14系「サロンカーなにわ」が充てられることが多く、前者には防弾ガラスが使用されており、後者の天皇・皇后が乗車する最後尾車両のスロフ14形には、様々な対策工事や他の車両より特に念入りな保守が行われているという。また、他の地区や私鉄などでは原則として特急用車両（なければ、最新または最良の設備を持つ車両）をお召し列車運用時に限り、特別に改造または整備して使われる。
お召し列車の運転回数が多い近畿日本鉄道（近鉄）では、かつては特急車を改装し、天皇が乗車する場合には御座所を設けていた（12400系のサ12551号車など）。しかし、平成に入ってから21000系「アーバンライナー」などJRのグリーン車に相当する特別席を設けている車両を使用し御座所は設けなくなっており、2014年以降は最上級クラスとなる50000系「しまかぜ」を使用している。珍しい例では大阪市営地下鉄が1970年の大阪万博のVIP輸送用に通勤型電車の50系を改造した特別車両（車内にソファと絨毯（じゅうたん）を設置したもの）を用意したが、実際に使用されることはなかった。
2023年（令和5年）現在JRに在籍している車両のうち、新幹線や特急用のグリーン車には防弾ガラスなどを備えているVIP対応車があり、お召し列車として運行する場合に多く使われる。代表的なのは「サロンカーなにわ」やサロ489-1051・1052、サロ185-11・203・208だが、テロリズム対策の観点から、当該車の車両番号は公表されていない場合も多く、見かけは普通のグリーン車であるため、判別はつきにくい。

## 運行

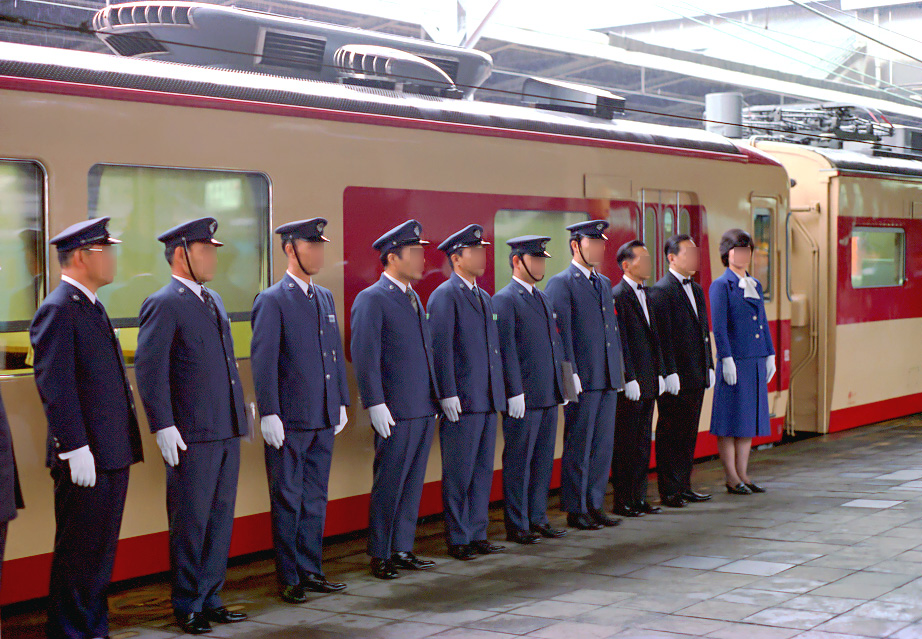
お召列車運転当日の乗務員の点呼風景
1977年6月24日 品川駅

お召し列車には列車番号はなく、ダイヤ上でも「お召し」である。新幹線の場合は、一般の団体臨時列車と同じ列車番号が付けられることが多い。
お召し列車の運行には「三原則」があるといわれている。
1. 他の列車と並んで走ってはならない。
2. 追い抜かれてはならない。
3. 立体交差では上の線路を他の列車が走ってはならない。

このため臨時に他の列車の時間調整を行うほか、事故などの不測の事態に備えてダイヤ作成担当者がお召し列車に添乗する。
戦前にはお召し列車の10分程前に先導列車が運行され、先導列車が通過後はポイント操作が許されないなど、特別の配慮がとられた。21世紀初頭の現在でも同じ措置をとる場合がある（後述の記載も参照）。
お召し列車担当の運転士は、運転区間を管轄する車両基地内で技術、勤務態度、人間性を踏まえて選ばれる。殊に衝撃のない発車や停止、数秒の狂いもない運転、数cmのズレも許されない停止位置など、通常の列車に比べて極めて細かい運行が求められるため、運転技術が特に優れている運転士が選ばれている。
移動日や時刻は『官報』によって公示されている。ただし皇族の行事参加や移動を掲載しているだけであり、必ずしもお召し列車による運行とは限らない。
また、交通機関が発達していなかった戦前の例では天皇が長時間移動でお召し列車を用いる場合には、途中の御用邸や宿泊施設などに宿泊しながら移動していた。なお、1946年（昭和21年）6月6日 - 7日に千葉県銚子市を訪れた時には、戦災の影響によってそれらが同地に残っていなかったことから、銚子駅の先にあった貨物駅である新生駅に御料車を引き込んで、その中で泊まった例と、翌年（昭和22年）12月11日に姫新線林野駅15時42分発、東京駅翌6時57分着で運転された例がある。2023年（令和5年）現在、天皇が御料車内で泊まった（夜に運転された）ことが認められるのはこの2件のみである。

## その他
元号が平成となってからは、鉄道ダイヤの変更などで、国民に負担を強いることを嫌う第125代天皇明仁の意向やその他の事情によって、行幸は一般の定期列車や臨時列車の一部の車両や旅客機（政府専用機、民間機）を利用することが多くなった。このため、専用車両を用いたお召し列車が運行されることは少なくなっており、国賓の接待の一環としての性格が強くなっている。また、同じ理由で原宿駅側部乗降場（宮廷ホーム）を使うことも減少し、2001年の使用を最後に現在は使用が停止されている。
お召し列車も団体専用列車の範疇に含まれるため、運行は定期列車の間を縫って走らせ、運賃・料金も当局から然るべく支払われている。お召し列車を運行するにあたっては、事前の準備や警備などにも多くの経費がかかるが、慣例として当日のお召し列車運行そのものに掛かった経費のみを宮内庁が支払っている。
日本国有鉄道（国鉄）時代は、お召し列車の運賃・料金は無料であった。国鉄分割民営化にあたり、民間鉄道で伊勢神宮へのお召し列車を頻繁に運行していた近畿日本鉄道に実情を問い合わせて、それに合わせる形で経費を計算することになった。また、宮内庁がお召し列車の運転を申し込む窓口は、運転線区にかかわらずJR東日本が担っている。これは民営化直前に、当時の国鉄運転局列車課長が宮内庁の問い合わせに対し、「おそらく皇居に近い東京駅を管轄する東日本会社が担当するだろう」と答えたことが慣例となって続いている。
現代においても、お召し列車の運行については沿線や駅の警備のほかに、下に記した事柄のごとく細心の注意が払われていることが多い。
- 車両が故障した時の代替として予備車を用意する。電化区間の場合は、停電時の対策としてディーゼル機関車を用意する場合も多い。
- 通常の車両を使用する場合でも塗装を塗り直したうえでフラットをなくすために車輪の削正（適正な踏面形状への削り直し）を施工し、窓を防弾ガラスにする（新規製造時にVIPの乗車を考慮し、あらかじめ全てまたは一部の窓を防弾ガラスにしておく例もある）。また、警察用無線の設置スペースが確保されている。
- 本列車の運行の直前に特別の回送列車（指導列車。通常は単行機関車列車）を走らせ、線路上に問題がないことを確認する（通称「露払い」）。過去には営業用列車が担当[13]した事もある。

列車の性格上、テロ対策のため、極めて厳しい警備が行われる。到着駅では国際会議開催･海外要人来日時と同様にごみ箱やコインロッカーの使用が禁止されたり、場合によってはプラットホームへの入場制限が行われたりする。また沿線には警察官が配置され、職務質問やボディチェックなどが行われたり、列車上空をヘリコプターが追尾する。ただし沿線で写真を撮る事が出来ない訳ではなく、お召し列車を撮る鉄道ファンも少なくない。
車両前面に方向幕が備えられている車両をお召し列車として運行する場合、方向幕には何も示さない。一般には白無地一色の幕を示すが、クロ157の牽引を183系1000番台が担っていた時はクリーム色一色の幕を示して運転していた。なお、LED搭載車の場合は「団体」と示す場合がある。

### 隠語として
鉄道関係者の間では「お召し列車」のもう一つの意味として、「ハンセン病患者を隔離療養施設（国立ハンセン病療養所）まで移送するための列車（車両）」を指す隠語として使われていた。多くの場合当該車両は既存の編成に追加される形で運行され、特に岡山県にある国立療養所長島愛生園には全国で唯一ハンセン病患者のための公立高校として岡山県立邑久高等学校・新良田教室が設置されていたことから、全国各地から十代の罹患者が高校に進学するため「お召し列車」で移送されてきたという。

## 主な運転記録
| 年     | 月日     | 区間                                                                    | 編成                                    | 備考 |
| ------ | -------- | ----------------------------------------------------------------------- | --------------------------------------- | --- |
| 1976年 | 2月3日   | 山手線原宿駅 - 伊豆急下田駅                                             | 特別電車（クロ157 ?）                   | |
| 1993年 | 5月12日  | 池袋線池袋駅 - 西武秩父線西武秩父駅間（片道）                           | 5000系5507F6両                          | この列車に使用された座席は武蔵丘車両検修場に保存されている。 |
| 1993年 | 5月13日  | 秩父鉄道秩父本線長瀞駅 - 高崎線上尾駅間（片道）                         | 185系（クロ157形組み込み）              | 現時点でクロ157形が使用された最後のお召し列車である。 |
| 1994年 | 5月21日  | 山陰本線岩美駅 - 浜坂駅（片道）                                         | DD51 1186+DD51 1107+サロンカーなにわ5両 | 「サロンカーなにわ」を初めて使用したお召し列車 |
| 1994年 | 5月23日  | 播但線竹田駅 - 姫路駅（片道）                                           | DD51 1186+DD51 1107+サロンカーなにわ5両 | |
| 1994年 | 11月18日 | 山陰本線益田駅 - 浜田駅（片道）                                         | DD51 1186+DD51 1177+サロンカーなにわ5両 | |
| 1994年 | 11月19日 | 山陰本線浜田駅 - 東萩駅（片道）                                         | DD51 1186+DD51 1177+サロンカーなにわ5両 | |
| 1996年 | 9月16日  | のと鉄道七尾線和倉温泉駅 - 珠洲駅間（片道）                             | DE10 1032+DE10 1035+サロンカーなにわ4両 | サロンカーなにわは珠洲寄りからスロフ14 704+オロ14 707+オロ14 706（御乗用車）+スロフ14 703。客車のテールマークにはJR西日本とのと鉄道の社紋が併記された。 |
| 1996年 | 10月24日 | 両毛線小山駅 - 足利駅                                                   | EF58 61+一号編成客車                    | 予備機にはEF81 81が用いられた。 ベルギー王国アルベール2世・パオラ夫妻と同乗。先王のボードゥアン1世夫妻が1966年1月来日の際に2号御料車に乗車しており、外国の国王が2代続けて御料車に乗車したのは初。 運転に際して機関車前面に両国の国旗が掲げられたが、これは戦後になって初のケースとなった。走行中に御料車の窓が開けられたのも異例。 |
| 1997年 | 10月4日  | 山田線盛岡駅 - 宮古駅（片道）                                           | DD51 842+一号編成客車                   | 予備機DD51 895 |
| 1997年 | 10月6日  | 釜石線釜石駅 - 花巻駅（片道）                                           | DD51 842+一号編成客車                   | 予備機DD51 895 |
| 1997年 | 10月27日 | 紀勢本線広川ビーチ駅 - 白浜駅（片道）                                   | DD51 1191+DD51 1190+サロンカーなにわ5両 | |
| 1999年 | 4月8日   | 中央本線大月駅 - 山手線原宿駅（片道）                                   | EF58 61+一号編成客車                    | 往路（新宿駅 - 大月駅間）は「かいじ103号」を利用した。 ルクセンブルク大公国ジャン大公夫妻と同乗。 |
| 2000年 | 9月30日  | 山陰本線京都駅 - 舞鶴線東舞鶴駅（片道）                                 | 281系6両                                | |
| 2000年 | 10月2日  | 北近畿タンゴ鉄道宮津線天橋立駅 - 北近畿タンゴ鉄道宮福線大江駅間（片道） | 281系6両                                | |
| 2001年 | 3月28日  | 東海道本線東京駅 - 横須賀線北鎌倉駅（片道）                             | EF58 61+一号編成客車                    | お召列車牽引専用機であるEF58 61+一号編成での運行はこれが最終運行となっている。 ノルウェー国王ハーラル5世夫妻と同乗。 |
| 2001年 | 5月19日  | 山手線原宿駅 - 中央本線甲府駅                                           | E351系8両                               | 非常時救援車としてDD51 842およびEF64 37が八王子駅にて待機。18日が往路で21日が復路。 |
| 2001年 | 5月21日  | 山手線原宿駅 - 中央本線甲府駅                                           | E351系8両                               | 非常時救援車としてDD51 842およびEF64 37が八王子駅にて待機。18日が往路で21日が復路。 |
| 2001年 | 10月14日 | 東北新幹線東京駅 - 仙台駅（片道）                                       | 200系H4編成                             | |
| 2001年 | 10月14日 | 東北本線仙台駅 - 気仙沼線柳津駅間（片道）                               | DD51 842+一号編成客車                   | DD51 888 |
| 2002年 | 6月3日   | 陸羽西線新庄駅 - 羽越本線酒田駅（片道）                                 | DD51 842+一号編成客車                   | 予備機DD51 895。JR東日本管内における一号編成の最終運行。以後、在来線での公式お召し列車運行はE655系に引き継がれる。 |
| 2002年 | 11月18日 | 松浦鉄道西九州線たびら平戸口駅 - 大村線大村駅（片道）                   | JR九州キハ185系4両                      | 長崎寄りからキハ185-6+キハ186-6+キハ185-7+キハ185-3 |
| 2003年 | 10月5日  | 山陰本線松江駅 - 浜田駅                                                 | DD51 1186+DD51 1187                     | 非常時救援車キハ181系5両 |
| 2003年 | 10月6日  | 山陰本線浜田駅 - 山口線津和野駅                                         | DD51 1109+DD51 1183                     | 非常時救援車キハ181系5両 |
| 2005年 | 8月29日  | 中央線東京駅 - 小淵沢駅                                                 | E257系M101編成9両                       | 29日が往路、31日が復路。 |
| 2005年 | 8月31日  | 中央線東京駅 - 小淵沢駅                                                 | E257系M101編成9両                       | 29日が往路、31日が復路。 |
| 2006年 | 5月20日  | 東海道本線名古屋駅 - 高山本線下呂駅（片道）                             | キハ85系4両                             | |
| 2006年 | 5月21日  | 高山本線飛騨萩原駅 - 東海道本線岐阜駅（片道）                           | キハ85系4両                             | |
| 2006年 | 10月30日 | 唐津線佐賀駅 - 唐津駅                                                   | キハ185系4両                            | 30日が往路、31日が復路。 |
| 2006年 | 10月31日 | 唐津線佐賀駅 - 唐津駅                                                   | キハ185系4両                            | 30日が往路、31日が復路。 |
| 2007年 | 3月28日  | 西武鉄道新宿線西武新宿駅 - 本川越駅                                     | 西武10000系10108F7両                    | 予備車10106F。 スウェーデン国王カール16世グスタフ・シルヴィア夫妻と同乗。 |
| 2007年 | 11月10日 | 東海道新幹線東京駅 - 京都駅（片道）                                     | 700系16両                               | |
| 2007年 | 11月12日 | 東海道本線大津駅 - 草津線貴生川駅                                       | 281系6両A609編成                        | 予備車A608編成 |
| 2007年 | 11月13日 | 東海道新幹線京都駅 - 東京駅（片道）                                     | 700系16両                               | |
| 2008年 | 10月30日 | 東海道新幹線東京駅 - 京都駅（片道）                                     | 700系16両                               | |
| 2008年 | 10月30日 | 近畿日本鉄道京都線 京都駅 - 奈良線 近鉄奈良駅                           | 近鉄21020系6両                          | 30日が往路31日が復路 |
| 2008年 | 10月31日 | 近畿日本鉄道京都線 京都駅 - 奈良線 近鉄奈良駅                           | 近鉄21020系6両                          | 30日が往路31日が復路 |
| 2008年 | 11月2日  | 東海道新幹線京都駅 - 東京駅間（片道）                                   | 700系16両                               | |
| 2008年 | 11月12日 | 常磐線上野駅 - 土浦駅（片道）                                           | E655系6両                               | 露払い651系「スーパーひたち15号」、予備車651系。E655系「なごみ」のお召し列車デビューとなった。 スペイン国王フアン・カルロス1世・ソフィア夫妻と同乗。先頭車両には日西両国の国旗が掲げられた。 |
| 2008年 | 11月12日 | つくばエクスプレスつくば駅 - 南千住駅（片道）                           | TX-2000系6両                            | ヘッドマークの掲出のみで、国旗は掲げられていなかった |
| 2009年 | 9月25日  | 上越新幹線東京駅 - 新潟駅                                               | E2系8両                                 | |
| 2009年 | 10月27日 | 上越新幹線東京駅 - 新潟駅                                               | E2系8両                                 | |
| 2010年 | 4月5日   | 東海道線東京駅 - 伊東駅（片道）                                         | E655系5両                               | |
| 2010年 | 4月9日   | 東海道線伊豆急下田駅 - 東京駅（片道）                                   | E655系5両                               | |
| 2010年 | 5月24日  | 箱根登山電車箱根湯本駅 - 強羅駅（片道）                                 | 2000形3両                               | 日章旗・御紋はステッカー張り。 |
| 2010年 | 6月12日  | 東海道新幹線東京駅 - 岐阜羽島駅（片道）                                 | N700系16両                              | |
| 2010年 | 8月1日   | つくばエクスプレス秋葉原駅 - つくば駅（片道）                           | TX-2000系6両                            | |
| 2010年 | 8月2日   | つくばエクスプレスつくば駅 - 南千住駅（片道）                           | TX-2000系6両                            | |
| 2010年 | 9月26日  | 外房線蘇我駅 - 勝浦駅（片道）                                           | E655系6両                               | 露払いDE10 1751、予備255系Be-03編成 |
| 2010年 | 9月27日  | 内房線館山駅 - 京葉線東京駅（片道）                                     | E655系6両                               | |
| 2010年 | 10月7日  | 東海道新幹線東京駅 - 近鉄奈良線近鉄奈良駅（片道）                       | 21020系6両                              | |
| 2010年 | 10月10日 | 近鉄奈良線 近鉄奈良駅 - 近鉄大阪線大阪上本町駅（片道）                  | 21020系6両                              | |
| 2010年 | 12月21日 | 東北新幹線東京駅 - 大宮駅                                               |                                         | |
| 2010年 | 12月21日 | 埼玉新都市交通伊奈線 大宮駅 - 鉄道博物館駅                              | 2000系                                  | 運行距離1.5 km。平成になってから最も短い距離を運行したお召し列車である。 |
| 2011年 | 10月31日 | 山陰本線鳥取駅 - 倉吉駅（片道）                                         | DD51 1186+DD51 1179+サロンカーなにわ5両 | 露払いDD51 1183 |
| 2011年 | 11月13日 | 中央本線東京駅 - 甲府駅間（片道）                                       | E655系6両                               | 当初は天皇明仁と皇后美智子の恩賜林御下賜100周年記念行事出席に伴い運行されたお召列車であるが、天皇が気管支炎により体調を崩したことから、皇太子徳仁親王が天皇の名代として同行事に出席するために乗車した。この場合本来は「御乗用列車」となるが、JR東日本の広報担当は「今回は陛下の名代ということもあってお召し列車としての運転となった」と説明、そのためお召し列車と同等の装飾を施しての運転となった。なお、14日にも同区間で復路の運転が予定されていたが、皇太子はそのまま公務で長野県へ向かったために運転は取り消しとなった。 |
| 2012年 | 7月19日  | 上越新幹線東京駅 - 越後湯沢駅（往復）                                   | E2系8両                                 | |
| 2012年 | 9月28日  | 東海道新幹線東京駅 - 岐阜羽島駅（片道）                                 | N700系16両                              | 28日が往路で30日が復路。当初復路は10月1日の予定だったが、台風17号の影響で予定より前倒しての帰京となった。 |
| 2012年 | 9月30日  | 東海道新幹線東京駅 - 岐阜羽島駅（片道）                                 | N700系16両                              | 28日が往路で30日が復路。当初復路は10月1日の予定だったが、台風17号の影響で予定より前倒しての帰京となった。 |
| 2012年 | 10月6日  | 中央本線東京駅 - 甲府駅                                                 | E655系6両                               | |
| 2012年 | 10月12日 | 東海道新幹線東京駅 - 岐阜羽島駅                                         | N700系16両                              | |
| 2013年 | 3月25日  | 東海道本線東京駅 - 伊豆急行線下田駅                                     | E655系5両                               | |
| 2013年 | 3月28日  | 東海道本線東京駅 - 伊豆急行線下田駅                                     | E655系5両                               | |
| 2013年 | 10月27日 | 九州新幹線熊本駅 - 新水俣駅                                             | N700系8両                               | |
| 2014年 | 3月25日  | 近鉄名古屋線近鉄名古屋駅 - 山田線宇治山田駅                             | 近鉄50000系6両                          | 三種の神器の草薙剣と八尺瓊勾玉（璽）も動座 |
| 2014年 | 5月21日  | 東武日光線栃木駅 - 東武日光駅（片道）                                   | 東武100系6両                            | |
| 2014年 | 5月22日  | 両毛線桐生駅 - 小山駅（片道）                                           | E655系5両                               | |
| 2014年 | 5月22日  | わたらせ渓谷線 通洞駅 - 水沼駅                                          | WKT-501+WKT-511+WKT-551                 | |
| 2014年 | 11月15日 | 近鉄京都線京都駅 - 橿原線橿原神宮前駅                                   | 近鉄50000系6両                          | |
| 2014年 | 11月16日 | 近鉄京都線京都駅 - 橿原線橿原神宮前駅                                   | 近鉄50000系6両                          | |
| 2015年 | 5月16日  | 北陸新幹線東京駅 - 金沢駅（片道）                                       | E7系12両                                | |
| 2015年 | 10月24日 | 北陸新幹線東京駅 - 富山駅（片道）                                       | E7系12両                                | |
| 2016年 | 4月2日   | 近鉄京都線京都駅 - 橿原線橿原神宮前駅                                   | 近鉄50000系6両                          | |
| 2016年 | 4月4日   | 近鉄京都線京都駅 - 橿原線橿原神宮前駅                                   | 近鉄50000系6両                          | |
| 2016年 | 9月11日  | 羽越本線酒田駅 - 鶴岡駅                                                 | E655系6両                               | |
| 2017年 | 3月24日  | 東海道本線東京駅 - 伊豆急行線伊豆急下田駅                               | E655系5両                               | 須崎御用邸で静養するため、特別編成の組み込み無し日章旗の掲示がない運行となった。 |
| 2017年 | 3月27日  | 東海道本線東京駅 - 伊豆急行線伊豆急下田駅                               | E655系5両                               | 須崎御用邸で静養するため、特別編成の組み込み無し日章旗の掲示がない運行となった。 |
| 2017年 | 11月28日 | 東北本線東京駅 - 常磐線土浦駅（片道）                                   | E655系6両                               | ルクセンブルク大公国アンリ大公、アレクサンドラ大公女と同乗し、筑波宇宙センターの視察に向かった。先頭車両には両国の国旗が掲げられた。 |
| 2019年 | 3月26日  | 近鉄京都線京都駅 - 橿原線橿原神宮前駅                                   | 近鉄50000系6両                          | |
| 2019年 | 4月17日  | 近鉄名古屋線近鉄名古屋駅 - 山田線宇治山田駅                             | 近鉄50000系6両                          | 天皇退位に向けた儀式の一つである新宮親閲の儀に臨むための伊勢神宮参拝。 |
| 2019年 | 9月28日  | 東北本線東京駅 - 常磐線勝田駅（片道）                                   | E655系6両                               | 第126代天皇徳仁即位後初めてのお召列車。 |
| 2019年 | 11月21日 | 近鉄名古屋線近鉄名古屋駅 - 山田線宇治山田駅                             | 近鉄50000系6両                          | 天皇皇后の即位における「即位礼正殿の儀」と「大嘗祭」の終了を伊勢神宮へ報告する「親謁の儀」によるもの。 |

- 1996年10月24日に両毛線で運転されたお召し列車
- 2001年10月14日に石巻線で運転されたお召し列車
- 唐津線のお召し列車（2006年10月30日撮影）
- つくばエクスプレスまつりにて公開された、お召し装飾が施された2168編成（2009年11月3日撮影）
- 2010年9月26日に外房線でお召し列車が運転された際の露払い列車DE10 1751
- 2010年9月26日に外房線で運転されたお召し列車で特別車両に立つ天皇と皇后
- 2010年9月26日に外房線で運転されたお召し列車。皇族が乗車していない時間は国旗及び御紋章は収納される。
- 2012年10月6日に中央本線で運転されたお召し列車

### 霊柩列車
| 年     | 月日   | 区間                      | 編成                                | 備考                             |
| ------ | ------ | ------------------------- | ----------------------------------- | -------------------------------- |
| 1897年 | 2月2日 | 甲武鉄道線青山駅 - 京都駅 | 不明（少なくとも初代霊柩車を含む）  | 14時発。英照皇太后の崩御に伴う。 |
| 1912年 | 9月    | 中央本線青山駅 - 不明     | 不明（少なくとも2代目霊柩車を含む） | 明治天皇の崩御に伴う。           |
| 1914年 | 5月    | 山手線葬場殿駅 - 不明     | 不明（少なくと2代目霊柩車を含む）   | 昭憲皇太后の崩御に伴う。         |
| 1927年 | 2月    | 中央本線新宿御苑駅 - 不明 | 不明（少なくと3代目霊柩車を含む）   | 大正天皇の崩御に伴う。           |

## 歴史

### 戦前・戦中
単線区間の閉塞方法（同じ区間に同時に2つの列車を走らせない）として、通票閉塞方法が採用されていた時期に、お召し列車の機関士が、通過駅において授柱からの通票受け取りに失敗、再度取りに行くため、停車する事態になった。このトラブル以後、お召し列車は受け取りに失敗した場合、通票を谷底に落とした場合と同様、そのまま進行してもよいとの通達が出された。
戦前は、お召し列車の通過中、沿線にいる者全員が最敬礼をした他、陸橋や丘陵などから見下ろすことまで「不敬である」として、官憲により規制された。また、それに限らず、不穏なものが天皇の目に入ることを避けるようにされた。1930年（昭和5年）11月に発生した富士瓦斯紡績川崎工場の労働争議では、この時に出現した煙突男が持っていた赤旗が、中国地方の大日本帝国陸軍演習視察から帰る途中のお召し列車 から見える可能性があったため、警察側が調停に入って労働者側の要求をほぼ受け入れ、煙突男は地上に下りた。お召し列車はその後に付近を通過した。
運行トラブルから自殺者の出る事件となったこともある。陪乗していた、時の鉄道院総裁の原敬による記述が『原敬日記』の1911年（明治44年）11月にあり、それによれば、次第は以下の通りである。福岡県久留米付近で行われる日本軍の大演習を明治天皇が親臨されるため、7日に新橋駅発の宮廷列車が運行され、静岡・姫路・三田尻でそれぞれ一泊した（当初は6日発、名古屋泊の予定であった）。10日、馬関での休憩と渡海後の休憩の後、12時半に門司駅（現・門司港駅）を発車して車内で昼食の予定だったが、御料車が脱線したため復旧中で、休憩所で昼食を取った。発車は1時（13時）過ぎとなった。降雨中だったため御料車を汚さぬようにとの配慮から、カバーを付けたまま側線から本線に入換えをしていたところ、カバーから垂れた紐が風で転轍てこを引掛けたために4輪が脱線した（ボギー車）ためであった。朝日新聞社『国鉄物語』によれば、すぐカバーを外せるよう紐をほどいてあったため垂れていたものという。12日、門司駅の操車主任が馬関駅付近に行き轢死した、という報を受ける。自殺であった。16日発・19日着で帰京。22日、操車主任の死亡につき、宮中より遺族に対し、300円の下賜があり、原と宮内大臣渡辺千秋の相談で、「憫然に思召されて」の事とした。また、原はこの件で、お召し列車の運行体勢の改良を思案している。曽野綾子の「幸吉の行燈」 は、この事件と、別の運行トラブル（蒸気機関車の走り装置のクランクが停車地点で丁度死点となってしまい、さらにわずかながら上り勾配であったため、衝撃を与えずに引き出すことができず、発車できなかった、というもの で、そちらは自殺者は出ていない。作中で曾野は「死点を外すためやむをえず後退した」と描写している）をヒントとした話ではあるが、これは戦後書かれたフィクションである。「お召し列車運行に関わるわずかなトラブルでさえも、その社会的制裁は、家族を含めて一生つきまとうものであった。」といった印象もある。
太平洋戦争中の1942年（昭和17年）12月11日～13日の昭和天皇や内閣総理大臣東条英機らによる伊勢神宮での戦勝祈願時では、空襲を警戒して御召列車であることを事前や運行中には公表せず、先導列車には密かにチキ1500積載の対空機関砲を搭載していた。

### 戦後
1945年（昭和20年）11月12日午前8時に東京駅を出発した5両編成が戦後初のお召列車運行であり、戦争終息を報告するため伊勢神宮へ向かった。列車は各地で徐行し、昭和天皇は静岡市、豊橋市、四日市市の空襲跡を見て慨嘆した。昭和天皇は、戦前のような厳重な警備をしないよう命じたが、同乗した堀切善次郎（内務大臣）や木戸幸一（内大臣）らの懸念と裏腹に、名古屋駅や沿道の農村部で国民は昭和天皇を熱狂して歓迎した。
天皇・皇后が同じ御料車に同乗するようになったのは戦後のことで、以前はそれぞれに専用の御料車を連結して運転していた。昭和天皇即位礼のための整備完了後に報道陣に公開された折の写真では、賢所乗御車、天皇が乗る12号御料車、皇后が乗る8号御料車の順で連結されていた。乗車の際に皇后は、天皇の乗車をホームで見届けてから乗車していたという。
1963年には昭和天皇が岡山大学医学部附属病院に入院中の池田厚子の見舞いに行く事になり私的な旅行ということでお召列車は運転せず、大阪から岡山までは特急「みどり」、帰りの岡山－大阪間は特急「第2富士」のパーラーカーと、一般の定期列車を利用した（東京－大阪間は「日本航空特別機を使用）。歴代天皇が一般の列車を利用したのはこれが初めてであった。

## 世界各国のお召し列車

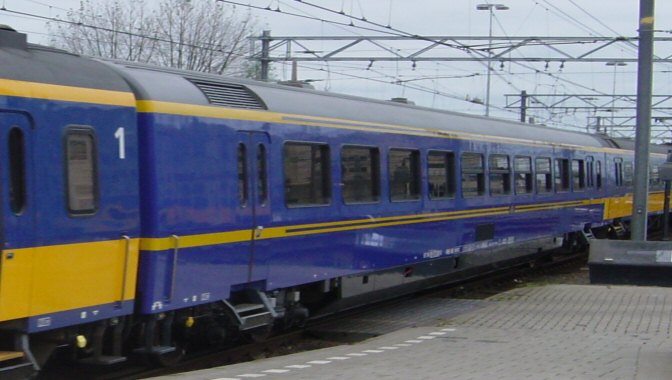
オランダの王室専用客車

日本以外の各国でも、王室が存在する国には、日本のような「お召し列車」が運転されることがあり、イギリスでは「ロイヤルトレイン」 (Royal Train) と呼ばれる列車が運転されることがある。
イギリス以外にも、オランダやノルウェーのように、王室が存在する国においては、王室専用客車（御料車）が用意されているが、その扱いは控車まで含め専用客車が用意され、目的によって色々組み合わせ1編成とするもの（イギリス、ノルウェー）から、基本的に1両で構成され、通常の客車を前後に控車として連結し運用されるもの（オランダ）など様々である。タイ王国では王室専用駅も設置されている。
ロシア、オーストリア、中国など、帝政を廃止した国々においても、かつて帝室や王室が存在した当時にはお召し列車に相当する列車が運行されていた。中でも清朝の西太后が北京から奉天（現在の瀋陽）へ向かう際に乗車したお召し列車は、16両編成というその規模や、150人の料理人を乗せ狭い客車内にかまどを左右25基、計50基も据えさせたこと、合計100皿にもおよぶ彼女の食事の度に長時間停車して他の列車を止めさせたことなど、エピソードにこと欠かない。
こうしたお召し列車に使用された御料車や貴賓車は、今でもその国や、かつてその国の植民地だった国の鉄道博物館に残っていることがある。もっとも西太后のお召し列車に使用された御料車は、彼女の死後は張作霖の専用列車に使用されていたが、爆殺事件の際に彼ごと関東軍に爆破されたので現存しないとされている。
また2010年時点、オーストリアでは、オーストリア・ハンガリー二重帝国時代に運行されていた皇帝フランツ・ヨーゼフのお召し列車の内装などを参考にした皇帝列車 (MAJESTIC IMPERATOR TRAIN) という名の一般の観光客向け企画列車が走っている。
なお、君主制から共和制に移行した国であっても、独裁者が国政を牛耳るような政治体制になった場合はしばしば似たような性格の鉄道車両が元首の命により整備され運行される。ヒトラーの「アメリカ号」のほか、中華民国の蔣介石も総統専用列車を有していた（日本の台湾統治時代から残された皇室用貴賓車の転用）。ソビエト連邦のスターリン、中華人民共和国の毛沢東も国内の移動に専用客車を利用していた。
朝鮮民主主義人民共和国の最高指導者（金日成、金正日、金正恩）も特別列車（朝鮮民主主義人民共和国最高指導者専用列車）を所有し、旅客機での移動を嫌うために、その列車で数度、中華人民共和国やソ連（後にロシア連邦）を訪問していた。
韓国においても、「トレイン1」と呼ばれる大統領専用のKTXが設定されている。当初は存在が非公開だったが、2011年2月11日に光明駅付近で脱線事故が発生。その事故を起こした列車が、偶然にも大統領専用車両を組み込んだ編成ということで存在が広く知られた。なお、一般列車として運行する場合は大統領専用車両は締め切り扱いとなっている。2017年12月19日、文在寅大統領が京江線に試乗した際、初めて車内が一般に公開された。また、セマウル号仕様の大統領専用編成（景福号）も存在する。
アメリカ合衆国では第32代大統領フランクリン・ルーズベルトが国内移動に専用列車が必要と判断し、フェルディナンド・マゼラン号(Ferdinand Magellan (railcar))が1942年より導入された。ルーズベルトの死後次代大統領に就任したハリー・S・トルーマンは1948年の大統領選で専用列車で各地を遊説し、場所によっては駅間で列車を停めて列車の上から遊説するなどした結果、圧倒的に優位に立っていたトマス・E・デューイ候補を破って再選を果たした。それにあやかって旅客鉄道輸送が殆ど廃れた現代でも大統領が列車で遊説する例が見られる。マゼラン号は現在フロリダ州の ゴールドコースト鉄道博物館（Gold Coast Railroad Museum）に保存されている。
ウクライナには大統領専用列車があり、国内での移動に利用されているが、外観は通常の車両と同等であるため外部から見分けがつかないという。

## 文芸作品
山田正紀の小説「原宿消えた列車の謎」はお召列車が題材の推理小説。防弾ガラスや、三原則が重要なかぎとなっている。